# Eddy Huntington
Eddy Huntington, de son vrai nom Edward Huntington (né le 29 octobre 1965), est un chanteur britannique.

## Biographie
Né d'un père anglais et d'une mère thaïlandaise, et vivant à Londres, il travaillait déjà à l'âge de 18 ans dans des vidéos musicales et faisait ses premiers pas en tant que mannequin. Il a enregistré chez Baby Records et Allione. Son plus grand succès est la chanson USSR, écrite par Roberto Turatti, Michele Chieregato et Tom Hooker (qui chante également dans le refrain), et qui a atteint les charts allemands et suisses. En 1986, USSR sort dans toute l'Europe et, grâce aux enregistrements de la maison de disques allemande ZYX, connaît immédiatement un grand succès et fait ses débuts, même si, paradoxalement, ce n'est pas le cas au Royaume-Uni. Huntington n'a produit que quelques titres supplémentaires avant de quitter la scène musicale et la scène musicale tout court. Tous ces titres ont été très appréciés. On se souvient de May Day et Meet My Friend. Il y a aussi son seul et unique album en date, Bang Bang Baby, sorti en 1988.
Il quitte la musique au début des années 1990 et suit des études pour devenir instituteur ; il vit en Thaïlande avec sa femme, où il poursuit une carrière dans l'enseignement.
En 2005, Huntington réapparaît en ouvrant les concerts Discotechka 80's en Russie, auxquels sont également invités Bonnie Tyler, Alphaville, Sabrina Salerno et Savage. Les deux concerts se sont déroulés devant des millions de personnes, dans un stade, ont été diffusés à la télévision locale et ont fait l'objet d'une sortie en DVD. En 2009, Eddy Huntington revient avec un nouveau single intitulé Love for Russia, enregistré pour I Venti D'Azzurro Records. Il participe ensuite de nouveau Stars 80, le 29 juin 2009 au Teatro delle Muse de Rome avec son collègue Gary Low.
En 2020, Huntington quitte son poste de directeur de l'école primaire de Rosebrook pour devenir responsable de l'éducation au sein du Stockton Council.

## Discographie

### Album studio
- 1989 : Bang Bang Baby

### Singles
- 1986 : USSR (23e des charts allemands et 6e des charts suisses[2])
- 1987 : Up and Down
- 1987 : Meet My Friend
- 1988 : Physical Attraction
- 1988 : May Day
- 1988 : Bang Bang Baby
- 1989 : Shock in My Heart
- 1990 : Hey Senorita
- 2003 : USSR 2003 (Beatbone feat. Eddy Huntington)
- 2009 : Love for Russia
- 2010 : Warsaw in the Night
- 2011 : Honey, Honey!
- 2013 : Rainy Day in May
- 2017 : Warsaw in the Night (Cinderella)